# جانير جيندوروك
الفنان جانير جيندوروك ممثل تركي شهير ولد بمدينة أضنة في 2 أبريل سنة 1980م، هو ممثل مسرحي . أمضي سنوات الطفولة في كواليس المسارح . وجد دائمًا عملاً على خشبة المسرح في مدرسته الإعدادية والثانوية ، وظهر في عدد من المسرحيات في سنوات دراسته الجامعية . تخرج من قسم مسرح الدولة بجامعة تشوكوروفا . كان أول دور احترافي له هو شخصية يوسف في مسرحية فهيم باشا كوناجي . في عام 1997 ، ظهر لأول مرة في مجموعة مسرح بلدية أضنة سيهان. عمل كممثل في بلدية سيهان ومسرح مدينة أضنة لمدة عشر سنوات . عمل كممثل مسرحي لمدة عشر سنوات ، وكان أول ظهور له أمام الكاميرات بمشاركته في فيلم ، تنوعت أعماله بعد ذاك من العمل على المسرح والسينما والتلفزيون .
في عام 2006 ، انتقل إلى إسطنبول مع أربعة من أصدقائه في طفولته . كان لأول مرة سينمائية له في نفس العام مع دور في فيلم Beynelmilel . وشملت زملائه الممثل Özgü Namal . في عام 2008 ، ظهر سيندوروك في فيلم Kelebek . في عام 2007 ، مع دوره في كارا غونيس ، حصل على أول تجربة تلفزيونية له وفي العام التالي ظهر في مسلسل Geç Gelen Bahar و Yaprak Dökümü . إن تصويره للشخصية الطبيب نظمي في Yaprak Dökümü أكسبه إشادة نقدي ة. في صيف عام 2009 ، تم تمثيل سيندوروك في مقتبس من أحد أعمال أورهان كمال ، بعنوان هانيمن تشيفتليشي ، وكان يتصرف عكس ذلك محمد أصلانتو وأوزجو نامال .
في عام 2012 ، مع إبرو أوزكان ، ظهر في مسرحية Pandaların Hikayesi . في عام 2015 ، ظهر في فيلم المخرج العراقي هينر سليم ، دار إلبيز ، إلى جانب توبا بويوكستون ، هزار إرجوغلو ، وإينانش كونوكشو ، وديفريم ياكوت ، وكانان إرجودر. تم إصدار الفيلم في عام 2016.

## وصلات خارجية
- جانير جيندوروك على موقع IMDb (الإنجليزية)
- جانير جيندوروك على موقع ألو سيني (الفرنسية)
- جانير جيندوروك على موقع قاعدة بيانات الفيلم (الإنجليزية)
- جانير جيندوروك على موقع كينوبويسك (الروسية)